# アヒル口

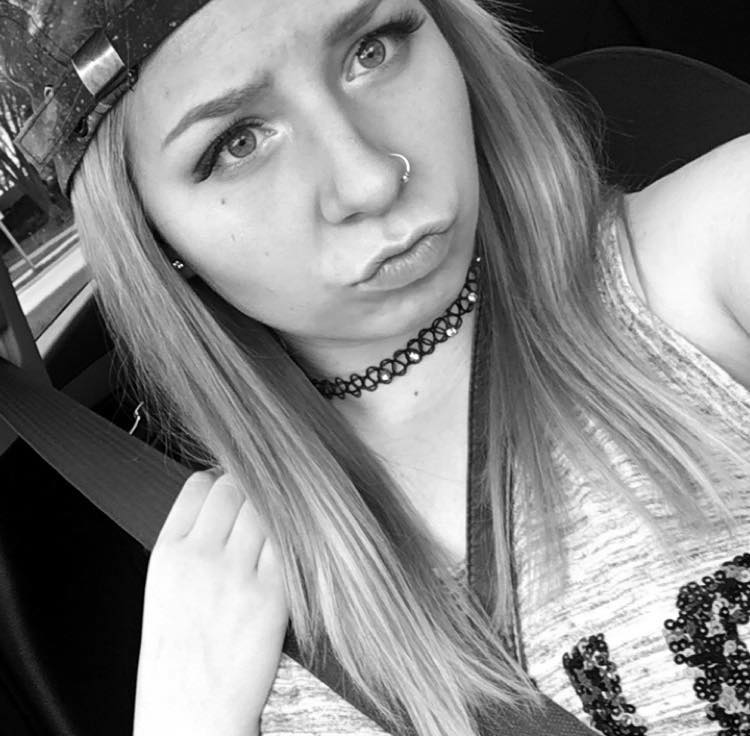
アヒル口をした女性。

アヒル口（アヒルくち、アヒルぐち、英: Duck face）とは、鳥類のアヒルの嘴（くちばし）に似た形状を持つ人間の口を指す言葉。アヒル口は先天性のものと、意図してそうした口の形状を作り上げるものに分類される。「ドナルドダック唇」「アヒル唇」などと呼称されることもある。
口角が上がり、口先をやや突き出したような形状であることが一般的で、アルファベットのWのように見える。タラコ唇やおちょぼ口のように口の特徴を表す言葉である。近年では女性の魅力の一つとして認知されるようになっている。

## 由来と歴史
「アヒル口」という名称そのものは1998年にデビューした歌手・鈴木亜美に対して用いられたのが最初とされ、それ以降はこうした口の形状が女性の「キュートさ」や「セクシーさ」を表す特徴のひとつとして、広く知られるようになった。2005年には『現代用語の基礎知識』に、2006年には『大辞林』に掲載され、一過性の流行語ではなく、一般用語として浸透していくこととなる。
当然ながら、この言葉が発生する以前にも、酒井法子（1986年デビュー）や岩井由紀子（1985年デビュー）など、こうした口を持つ者は存在したが、当時は女性の魅力を体現する特徴には数えられておらず、むしろコンプレックスのひとつとして捉えられていた。